# Spermacoce pilulifera
Spermacoce pilulifera là một loài thực vật có hoa trong họ Thiến thảo. Loài này được (Ridl.) I.M.Turner miêu tả khoa học đầu tiên năm 1996.